# República de Cabo Verde (1975-1992)
La República de Cabo Verde (en portugués: República do Cabo Verde) fue desde su independencia de Portugal en 1975 hasta la introducción del multipartidismo en 1991, un estado socialista gobernado primero por el Partido Africano para la Independencia de Guinea y Cabo Verde, hasta 1981, cuando se cambió el nombre a Partido Africano de la Independencia de Cabo Verde. El Presidente durante este período fue Aristides Pereira, y el Primer Ministro fue Pedro Pires.

## Historia

### Independencia
Cabo Verde se independizó como consecuencia de la Revolución de los Claveles, en 1974, que derrocó a la dictadura salazarista imperante desde 1926 y dispuso la independencia pacífica de las colonias. La República de Cabo Verde fue declarada el 5 de julio de 1975, luego de que se celebraran unas elecciones parlamentarias constituyentes en las que el Partido Africano para la Independencia de Guinea y Cabo Verde fue el único partido legal.
Tras las elecciones, Pedro Pires se convirtió en Primer ministro y Aristides Pereira fue elegido presidente por la nueva Asamblea Nacional Popular. Aunque inicialmente prometió iniciar un régimen democrático, la represión a los opositores se incrementó a finales de la década de 1970 y el país continuó siendo un estado socialista durante la siguiente década hasta la caída del comunismo entre 1989 y 1991. Sin embargo, el historial de derechos humanos en Cabo Verde era relativamente mejor que en otros países del Bloque Socialista y la participación ciudadana en el gobierno era mayor debido a los comités locales. Cabo Verde es de los poco países en el mundo que nunca tuvo la pena de muerte como condena en su código penal, aunque varios partidos políticos de oposición debieron fundarse en el exilio, como la Unión Caboverdiana Independiente y Democrática (en 1975) que fue excluida de las negociaciones de independencia, y debió refundarse en Portugal en 1981.

### Ruptura con Guinea-Bisáu y PAICV
En 1980, cuando el PAIGC discutía una nueva Constitución para Guinea y Cabo Verde, fue depuesto el presidente Luiz Cabral, de Guinea-Bissau. João Bernardino Vieira asumió el cargo y fue hostil a la integración con Cabo Verde. Ese año, el PAIGC realizó en Cabo Verde un congreso de emergencia debido a los cambios políticos en Guinea-Bissau. En 1981, se rompió todo lazo con Guinea-Bisáu mediante una nueva constitución. Luego de ratificar los principios de Cabral, cambió su nombre a Partido Africano para la Independencia de Cabo Verde (PAICV), separándose orgánicamente del partido de Guinea. Las relaciones de ambos gobiernos fueron tensas, hasta que la mediación, en 1982, de Angola y Mozambique, logró que el presidente mozambiqueño Samora Machel, reuniera en Maputo a Pereira (reelegido en 1981), y a Vieira. En la Conferencia de excolonias Portuguesas en África (1982), realizada en Cabo Verde (ciudad de Praia), Vieira participó junto a sus colegas de Angola, Mozambique, Cabo Verde y Santo Tomé y Príncipe. Se normalizaron las relaciones diplomáticas, aunque el partido no se reunificó y se abandonaron los planes de unión.
En 1984, la sequía redujo las cosechas un 25% respecto a cinco años antes, el déficit de la balanza comercial fue de 70 millones de dólares y la deuda externa se situó en 98 millones de dólares. El sistema de distribución de alimentos y la eficiente gestión estatal evitaron que el país cayera en la hambruna. Pobre en recursos naturales, con sólo el 10% de la tierra cultivable, Cabo Verde depende mucho de la importación de alimentos, sobre todo bajo forma de ayuda humanitaria. La escasez obligó al país a depender de la ayuda extranjera, complicando los proyectos del «primer Plan de Desarrollo». En 1986, el «Segundo Plan de Desarrollo» dio prioridad al sector privado de la economía (sobre todo al informal) y se combatió la desertificación. La meta fue recuperar –hasta 1990– más de cinco mil hectáreas de tierra y poner a funcionar un sistema único de administración y distribución de las reservas de agua del país. En una primera etapa, se construyeron más de 15 mil diques de contención de aguas pluviales y se forestaron 23.101 hectáreas. Pese a la sequía, aumentó la productividad agropecuaria, que abasteció casi totalmente de carne y hortalizas a la población, sin recurrir a la importación.
En cuanto a la política exterior, el gobierno socialista caboverdiano se mantuvo cerca de las antiguas colonias portuguesas, como Angola y Mozambique, ambos países sumidos en guerras civiles después de la independencia. Cabo Verde envió a varios soldados a combatir del lado de los gobiernos comunistas.

### Disolución
Con la caída del comunismo, las presiones internacionales sobre el régimen obligaron a Pires a convocar a elecciones parlamentarias libres multipartidistas. El PAICV sufrió una aplastante derrota ante el Movimiento para la Democracia, un grupo centrista. Pereira se presentó como candidato del partido a las primeras elecciones presidenciales directas del país, en las que también fue derrotado por António Mascarenhas Monteiro, que recibió más del 73% de los votos. El 22 de septiembre de 1992, una nueva constitución cambió la bandera, el emblema y el himno nacional (que antes era el mismo de Guinea-Bisáu), y convertía al país en una democracia semipresidencialista, acabando con el régimen socialista anterior definitivamente.